# Оазис в огне
«Оазис в огне» (азерб. Od içində) — советская военная историческая драма с элементами приключений 1978 года производства киностудии Азербайджанфильм.

## Сюжет
В центре сюжета фильма — подлинные драматические события становления Советской власти в южных районах недавно образованного Азербайджана в 1919 году — в Ленкорани и Мугане (Муганские события).

## Создатели фильма

### В ролях
- Яшар Нури — Аждар
- Виктор Косых — Андрей
- Гаджи Халилов — Таригулу
- Самандар Рзаев — Томар-бек
- Николай Бармин — Арсен
- Иван Косых — Ясовул
- Гамлет Ханызаде — Ризван
- Борис Руднев — Ульянцев
- Алла Панова — Татьяна
- Анатолий Фалькович — Ильяшевич
- Юрий Сорокин — Сухоруков
- Мухтар Маниев — Хошев
- Казим Наджафов — Талыб
- Дадаш Казимов — Гасым
- Мубариз Алиханоглу — Хусейн
- Ялчын Рзазаде — Амир Томар
- Мамед Садыгов (в титрах — Мамед Садыхов) — дервиш
- Фикрет Мамедов — офицер
- Ханлар Мурадов — жандарм
- Надир Азмамедов
- Аладдин Аббасов — Мирза
- Садых Хасанзаде — крестьянин
- Гумрах Рагимов — большевик

#### Роли дублировали
Внутренний дубляж (в титрах не указаны)
- Алиаббас Гадиров — Мирза (Аладдин Аббасов)
- Камал Худавердиев — Ильяшевич (Анатолий Фалькович)
- Гасан Аблуч — Эмир Томар (Ялчын Рзазаде)
- Азизага Касумов — Ясовул (Иван Косых)
- Юсиф Велиев — Арсен (Николай Бармин)
- Рамиз Меликов — Андрей (Виктор Косых)
- Амина Юсифкызы — Татьяна (Алла Панова)
- Софа Баширзаде — супруга Арсена
- Шахмар Алекперов — Ульянцев (Борис Руднев)
- Гасан Мамедов — Сухоруков (Юрий Сорокин)
- Гусейнага Садыхов — дервиш (Мамед Садыхов)
- Гасан Турабов — Хошев (Мухтар Маниев)

##### Дубляж на русский язык
- Алексей Золотницкий — Аждар (Яшар Нури)
- Борис Шинкарёв — Андрей (Виктор Косых)
- Виктор Рождественский — Тарыгулу (Гаджи Халилов)
- Юрий Чекулаев — Томар-бек (Самандар Рзаев)
- Алексей Сафонов — Ризван (Гамлет Ханызаде)
- Владимир Ферапонтов — Ульянцев (Борис Руднев)
- Владимир Разумовский — Хошиев (Мухтар Маниев)
- Константин Тыртов — Талыб (Казим Наджафов)
- Артур Нищёнкин — Касум (Дадаш Кязымов)

### Административная группа
- автор сценария — Ахмедага Муганлы
- режиссёр-постановщик — Шамиль Махмудбеков
- второй режиссёр — Тофик Мамедов
- оператор-постановщик — Тейюб Ахундов
- второй оператор — Вагиф Мурадов
- художник-постановщик — Камиль Наджафзаде
- художник-гримёр — В. Арапов
- художник-декоратор — Фикрет Алекперов
- композитор — Эмин Сабитоглу
- оркестр — Симфонический оркестр Всесоюзного комитета кинематографии
- дирижёр — Владимир Васильев
- звукооператор — Агахусейн Керимов
- оператор комбинированных съёмок — Рамиз Бабаев
- художник комбинированных съёмок — Мирза Рафиев
- ассистенты режиссёра: Х. Ширинов, Д. Мамедов, Надир Азмамедов
- ассистент оператора — А. Алиев
- консультант — Маджид Катыблы (кандидат исторических наук)
- редактор — Иса Гусейнов
- директор фильма — Али Мамедов